# Одунлами, Кунле
Ку́нле Эбене́зер Одунла́ми (англ. Kunle Ebenezer Odunlami; 5 марта 1990 года) — нигерийский футболист, защитник, последним клубом которого был «Риверс Юнайтед». Выступал в сборной Нигерии.
В профессиональном футболе дебютировал, выступая за команду «Фёрст Бэнк». В 2012 году перешёл в «Саншайн Старз», цвета которого защищает и по сей день. В сезоне 2013 года клуб занял 12-е место в чемпионате, оторвавшись от зоны вылета на два очка.
27 июля 2013 года Одунлами дебютировал в официальных матчах в составе национальной сборной Нигерии, это была игра против Кот-д’Ивуара, который выиграл со счётом 2:0. В январе 2014 года тренер сборной Стивен Кеши взял его на чемпионат африканских наций, он сыграл во всех матчах и попал в символическую сборную турнира. Нигерия заняла третье место, обыграв с минимальным счётом Зимбабве. Попал в окончательную заявку сборной на чемпионат мира по футболу 2014. На данный момент провёл в форме главной команды страны 12 матчей.